# Onychopterocheilus rongsharensis
Onychopterocheilus rongsharensis är en stekelart som först beskrevs av Giordani Soika 1977.  Onychopterocheilus rongsharensis ingår i släktet Onychopterocheilus och familjen Eumenidae. Inga underarter finns listade i Catalogue of Life.